# Alain Boghossian
Alain Boghossian (* 27. Oktober 1970 in Digne-les-Bains) ist ein ehemaliger französischer Fußballspieler armenischer Abstammung.

## Leben
Boghossian begann seine Karriere bei Olympique de Marseille, kam jedoch nicht über die Reservemannschaft hinaus. Daher wurde er 1992 an den in der Ligue 2 spielenden FC Istres ausgeliehen, um Spielpraxis zu sammeln. Nach seiner Rückkehr im Sommer 1993 spielte er noch eine Saison in Marseille, verließ den Verein aber nach dem Zwangsabstieg.
1994 wechselte Boghossian in die Serie A zur SSC Neapel, der etliche Leistungsträger wegen finanzieller Schwierigkeiten abgegeben hatte. Nach dem Abstieg 1997 wechselte er zum Ligakonkurrenten Sampdoria Genua. Dort blieb er jedoch nur eine Spielzeit und wechselte 1998 zur AC Parma. 1999 spielte er im Finale des UEFA-Pokals gegen seinen ehemaligen Klub Olympique Marseille und gewann mit seiner von Alberto Malesani trainierten Mannschaft deutlich mit 3:0.
2002 wechselte Boghossian in die Primera División zu Espanyol Barcelona. Hier kam er nur auf fünf Einsätze und musste im Oktober 2003 wegen Verletzungsproblemen seine aktive Karriere beenden.
Boghossian war französischer Nationalspieler. Mit der Auswahl nahm er an den Weltmeisterschaften 1998 und 2002 teil und gehört damit zu den französischen Weltmeistern. Er war auch für die Europameisterschaft 2000 nominiert gewesen, verletzte sich aber kurz vor dem Turnier. Insgesamt bestritt er 26 Länderspiele und kam dabei zu zwei Torerfolgen.

## Geschäftsleben
Im Dezember 2008 kaufte er mit seinen ehemaligen Mannschaftskameraden Bixente Lizarazu und Zinédine Zidane den damaligen Drittligisten Olympique Croix de Savoie 74 (heute FC Évian Thonon Gaillard).

## Erfolge
- Weltmeister: 1998
- UEFA-Pokal-Sieger: 1998/99
- Italienischer Pokalsieger: 1998/99
- Ritter der Ehrenlegion: 1998